# 브리다
《브리다》는 브라질태생의 소설가 파울로 코엘료의 작품으로 그 외 작품은 《승리는 혼자다》, 《베로니카 죽기로 결심하다》,《흐르는 강물처럼》, 《연금술사》 등이 있다.

## 줄거리
스물한 살 브리다는 마법을 배우러 숲속의 마법사를 찾으러 간다.
마법사는 브리다가 자신의 소울메이트라는것을 알아보지만 브리다는 알아보지 못할뿐만 아니라 자신을 이해해주는 남자친구가 있었다. 마법사는 소울메이트인 브리다에게 마법을 가르쳐주지만 자신을 이해해주지 못하는 마법사대신 달의 마스터 위카를 찾아가 그녀에게 지도를 받는다. 자신의 자아와 통찰력을 단련하고 어느새 마녀의 경지에 다다른 브리다는 숲속의 마법사가 자신의 소울메이트라는것을 깨닫는다.결국엔 남자친구를 배신하고 숲속의 마법사와 사귀는데...